# Sri Kuncoro
Sri Kuncoro is een bestuurslaag in het regentschap Tanggamus van de provincie Lampung, Indonesië. Sri Kuncoro telt 2304 inwoners (volkstelling 2010).